# Équation d'état de Murnaghan
Vous lisez un « bon article » labellisé en 2010.
Pour les articles homonymes, voir Murnaghan.
Ne doit pas être confondu avec Équation d'état de Birch-Murnaghan.
L'équation d'état de Murnaghan est une relation qui lie le volume d'un corps et la pression à laquelle il est soumis.  C'est une des nombreuses équations d'état qui ont été utilisées en sciences de la Terre pour modéliser le comportement de la matière dans les conditions de hautes pressions qui règnent à l'intérieur du globe terrestre. Elle doit son nom à Francis Dominic Murnaghan qui l'a proposée en 1944 afin de rendre compte sur une gamme de pressions aussi large que possible d'un fait expérimentalement établi : plus on comprime un solide, plus il devient difficile de le comprimer.
L'équation de Murnaghan est déduite, moyennant certaines hypothèses, des équations de la mécanique des milieux continus. Elle fait intervenir deux paramètres ajustables qu'on identifie au module d'incompressibilité {\displaystyle K_{0}} et à sa dérivée première par rapport à la pression, {\displaystyle K'_{0}}, tous deux pris à pression nulle. En général, on détermine ces deux coefficients par une régression sur les valeurs du volume {\displaystyle V} en fonction de la pression {\displaystyle P} obtenues expérimentalement, le plus souvent par diffraction des rayons X. La régression peut également être effectuée sur les valeurs de l'énergie en fonction du volume obtenues par calcul ab initio.
Tant que la réduction de volume reste faible, c'est-à-dire pour {\displaystyle V/V_{0}} supérieur à 90 % environ, l'équation de Murnaghan permet de modéliser avec une précision satisfaisante les données expérimentales. De plus, à la différence de la plupart des nombreuses équations d'état proposées, elle donne une expression explicite du volume en fonction de la pression {\displaystyle V(P)}. Mais son domaine de validité reste trop limité et son interprétation physique insatisfaisante. On a plus souvent recours, pour l'analyse des données de compression, à d'autres équations d'état plus élaborées dont la plus utilisée est l'équation d'état de Birch-Murnaghan.

## Contexte général
L'étude de la structure interne de la Terre passe par la connaissance des propriétés mécaniques des constituants des couches internes de la planète, dans lesquelles se rencontrent des conditions extrêmes : les pressions s'y comptent en centaines de gigapascals et les températures en milliers de degrés. L'étude des propriétés de la matière dans ces conditions peut se faire de manière expérimentale grâce à des dispositifs comme la cellule à enclumes de diamant pour les pressions statiques, ou en soumettant la matière à des ondes de choc. Elle a également donné lieu à des travaux théoriques visant à déterminer des équations d'état, c'est-à-dire des relations liant les différents paramètres qui définissent dans ce cas l'état de la matière : le volume (ou la densité), la température et la pression.
On peut distinguer deux approches :
- les équations d'état dérivées de potentiels interatomiques, ou éventuellement de calculs ab initio ;
- les équations d'état dérivées des relations générales de la mécanique et de la thermodynamique. L'équation de Murnaghan appartient à cette seconde catégorie.

Plusieurs dizaines d'équations ont ainsi été proposées par différents auteurs. Ce sont des relations empiriques, dont la qualité et la pertinence dépendent de l'usage qui en est fait. On peut en juger selon différents critères : le nombre de paramètres indépendants qu'elles font intervenir, la signification physique qu'il est possible d'attribuer à ces paramètres, la qualité des affinements qu'elles permettent sur les données expérimentales, la cohérence des hypothèses théoriques qui les sous-tendent, leur capacité à extrapoler le comportement des solides aux fortes compressions.

## Expressions de l'équation d'état
De manière générale, à température constante, le module d'incompressibilité est défini par :
{\displaystyle K=-V\left({\frac {\partial P}{\partial V}}\right)_{T}}.
La manière la plus simple d'obtenir une équation d'état liant {\displaystyle P} et {\displaystyle V} consiste à supposer que {\displaystyle K} est constant, c'est-à-dire indépendant de la pression et de la déformation du solide ; on retrouve alors simplement la loi de Hooke. Dans cette hypothèse, le volume décroît exponentiellement avec la pression. Ce n'est pas un résultat satisfaisant car il est expérimentalement établi que plus on comprime un solide, plus il devient difficile de le comprimer. Pour aller plus loin, il faut donc prendre en compte les variations des propriétés élastiques du solide avec la compression.
L'hypothèse de Murnaghan est de supposer que le module d'incompressibilité est une fonction linéaire de la pression :
{\displaystyle K=K_{0}+P\ K_{0}'}
L'équation de Murnaghan est le résultat de l'intégration de cette équation différentielle : 
{\displaystyle P(V)={\frac {K_{0}}{K_{0}'}}\left[\left({\frac {V}{V_{0}}}\right)^{-K_{0}'}-1\right]}
On peut également exprimer le volume en fonction de la pression : 
{\displaystyle V(P)=V_{0}\left[1+P\left({\frac {K'_{0}}{K_{0}}}\right)\right]^{-1/K'_{0}}}
Cette présentation simplifiée est toutefois dénoncée par Poirier comme manquant de rigueur. La même relation peut être démontrée de manière différente en partant du fait que le produit du module d'incompressibilité par le coefficient de dilatation thermique ne dépend pas de la pression pour un matériau donné.
Dans certaines circonstances, en particulier en lien avec les calculs ab initio, on préfèrera l'expression de l'énergie en fonction du volume, qui peut s'obtenir en intégrant l'équation précédente selon la relation {\displaystyle P=-\mathrm {d} E/\mathrm {d} V}. Elle peut s'écrire, pour {\displaystyle K'_{0}} différent de 1,
{\displaystyle E(V)=E_{0}+K_{0}\,V_{0}\left[{\frac {1}{K_{0}'(K_{0}'-1)}}\left({\frac {V}{V_{0}}}\right)^{1-K_{0}'}+{\frac {1}{K_{0}'}}{\frac {V}{V_{0}}}-{\frac {1}{K_{0}'-1}}\right].}

## Avantages et limites
En dépit de sa simplicité, l'équation de Murnaghan est en mesure de reproduire les données expérimentales dans une gamme de pression qui peut être assez large, de l'ordre de {\displaystyle K_{0}/2} selon Anderson. On peut également retenir qu'elle reste satisfaisante tant que le rapport {\displaystyle V/V_{0}} reste supérieur à 90 % environ. Dans cette gamme, l'équation de Murnaghan présente un avantage par rapport aux autres équations d'état si l'on souhaite pouvoir exprimer le volume en fonction de la pression.
Néanmoins, plusieurs exemples ont montré que d'autres équations permettaient d'obtenir des affinements de meilleure qualité. De plus, plusieurs arguments théoriques et expérimentaux montrent que l'équation de Murnaghan est insatisfaisante. Ainsi, dans la limite où le rapport {\displaystyle V/V_{0}} devient très faible, la théorie prédit que {\displaystyle K'} tend vers {\displaystyle 5/3} ; c'est la limite de Thomas-Fermi,. Or, dans l'équation de Murnaghan, {\displaystyle K'} est constant et fixé à sa valeur initiale. Sauf à poser systématiquement {\displaystyle K'_{0}=5/3}, on a l'assurance que l'équation de Murnaghan devient alors incompatible avec la théorie. De fait, lorsqu'il est extrapolé, le comportement prédit par l'équation de Murnaghan devient assez rapidement invraisemblable.
Indépendamment de cet argument théorique, l'expérience montre clairement que {\displaystyle K'} décroît avec la pression, c'est-à-dire que la dérivée seconde du module d'incompressibilité {\displaystyle K''} est strictement négative. Un développement à l'ordre 2 basé sur le même principe (cf. section suivante) permet de tenir compte de cette observation, mais cette solution reste encore insatisfaisante. En effet, elle conduit à un module d'incompressibilité qui devient négatif dans la limite où la pression tend vers l'infini. De fait, c'est une contradiction inévitable quel que soit le développement polynomial choisi, car on aura toujours un terme dominant, divergeant à l'infini.
Ces limites importantes ont conduit à l'abandon de l'équation de Murnaghan, que W. Holzapfel qualifie d'« expression mathématique utile, mais dépourvue de justification physique ». Dans la pratique, l'analyse des données de compression se fait à l'aide d'équations d'état plus élaborées. La plus utilisée au sein de la communauté des sciences de la terre est l'équation d'état de Birch-Murnaghan, au deuxième ou troisième ordre selon la qualité des données collectées.
Enfin, une limitation tout à fait générale de ce type d'équation d'état est leur incapacité à prendre en compte les transitions de phases induites par la pression et la température : la fusion, mais aussi les multiples transitions solide-solide qui peuvent provoquer des changements abrupts de la densité et du module d'incompressibilité en fonction de la pression.

## Exemples d'utilisation
Dans la pratique, l'équation de Murnaghan est utilisée pour effectuer une régression sur un jeu de données, d'où on tire les valeurs des coefficients {\displaystyle K_{0}} et {\displaystyle K'_{0}}. Ces coefficients obtenus, et connaissant la valeur du volume à pression nulle, on est alors en principe capable de calculer le volume, la densité et le module d'incompressibilité pour n'importe quelle pression.
Le jeu de données est la plupart du temps une série de mesures du volume pour différentes valeurs de pression appliquée, obtenue la plupart du temps par diffraction des rayons X. Il est également possible de travailler sur des données théoriques, en calculant l'énergie pour différentes valeurs du volume par des méthodes ab initio puis en effectuant la régression sur ces résultats. On obtient alors une valeur théorique du module d'élasticité qui peut être comparée à un résultat expérimental.
Le tableau qui suit répertorie quelques résultats obtenus sur différents matériaux, avec pour seul objectif d'illustrer de quelques valeurs numériques les analyses qui ont pu être faites à l'aide de l'équation de Murnaghan, sans préjuger de la qualité des modèles obtenus. Étant donné les critiques qui ont été formulées dans la section précédente sur la signification physique de l'équation de Murnaghan, ces résultats doivent être considérés avec précaution.
| Composé                      | {\displaystyle K_{0}} (GPa) | {\displaystyle K'_{0}} |
| ---------------------------- | --------------------------- | ---------------------- |
| NaF                          | 46,5                        | 5,28                   |
| NaCl                         | 24,0                        | 5,39                   |
| NaBr                         | 19,9                        | 5,46                   |
| NaI                          | 15,1                        | 5,59                   |
| MgO                          | 156                         | 4,7                    |
| Calcite (CaCO3)              | 75,27                       | 4,63                   |
| Magnésite (MgCO3)            | 124,73                      | 3,08                   |
| Carbure de silicium (3C-SiC) | 248                         | 4,0                    |

## Extensions et généralisations
Afin d'améliorer les modèles ou échapper aux critiques signalées plus haut, plusieurs généralisations de l'équation de Murnaghan ont été proposées. Elles consistent habituellement en l'abandon d'une hypothèse simplificatrice et l'ajout d'un paramètre ajustable supplémentaire. Ceci peut améliorer les qualités des affinements mais complique les expressions. La question de la signification physique de ces paramètres supplémentaires reste également posée.
Une première sophistication consiste à ajouter un terme en {\displaystyle P^{2}} au développement précédent, en posant {\displaystyle K=K_{0}+PK_{0}'+P^{2}K_{0}''}. La résolution de cette équation différentielle donne l'équation de Murnaghan au second-ordre :
{\displaystyle P(V)=2{\frac {K_{0}}{K_{0}'}}\left[{\frac {\Gamma }{K_{0}'}}\,{\frac {\left({\frac {V_{0}}{V}}\right)^{\Gamma }+1}{\left({\frac {V_{0}}{V}}\right)^{\Gamma }-1}}-1\right]^{-1}}
pour {\displaystyle \Gamma ^{2}={K_{0}'}^{2}-2K_{0}K_{0}''>0}. On retrouve naturellement l'équation au premier ordre en prenant {\displaystyle K_{0}''=0}. Des développements à un ordre supérieur à 2 sont possibles en principe mais au prix de l'ajout d'un paramètre ajustable pour chaque terme.
D'autres généralisations peuvent également être citées :
- Kumari et Dass ont proposé une généralisation en abandonnant la condition {\displaystyle K''=0} mais en supposant le rapport {\displaystyle K''/K'} indépendant de la pression[18] ;
- Kumar a proposé une généralisation en prenant en compte une dépendance du paramètre d'Anderson en fonction du volume[5]. Il a été montré par la suite que cette équation généralisée n'était pas nouvelle mais se ramenait à l'équation de Tait[19].

#### Ouvrages
- (en) J.P. Poirier, Introduction to the physics of the Earth's interior, Cambridge University Press, 2002 (lire en ligne).
- (en) B. Silvi et P. d'Arco, Modelling of Minerals and Silicated Materials, Kluwer Academic Publishers, 1997 (lire en ligne).
- (en) O.L. Anderson, Equations of state of solids for geophysics and ceramic science, Oxford University Press, 1995 (lire en ligne).

#### Articles de revue
- (en) W.B. Holzapfel, « Equations of state for solids under strong compression », Zeitschrift für Kristallografie, vol. 216,‎ 2001, p. 473-488 (lire en ligne).
- (en) J.R. MacDonald, « Review of Some Experimental and Analytical Equations of State », Review of Modern Physics, vol. 41,‎ 1969, p. 316-349 (lire en ligne).